# Mont Shefford
Mont Shefford är ett berg i Kanada.   Det ligger i provinsen Québec, i den sydöstra delen av landet, 240 km öster om huvudstaden Ottawa. Toppen på Mont Shefford är 526 meter över havet, eller 322 meter över den omgivande terrängen. Bredden vid basen är 10,7 km.
Terrängen runt Mont Shefford är platt norrut, men söderut är den kuperad.Närmaste större samhälle är Granby, 10,4 km väster om Mont Shefford.
I omgivningarna runt Mont Shefford växer i huvudsak lövfällande lövskog. Runt Mont Shefford är det ganska tätbefolkat, med 52 invånare per kvadratkilometer.